# Angeline Murimirwa
Angeline Murimirwa (nhũ danh Mugwendere) là một người theo chủ nghĩa nữ quyền người Zimbabwe, là giám đốc điều hành của Camfed ở Châu Phi. Murimirwa đã được đưa vào danh sách 100 phụ nữ có ảnh hưởng nhất của BBC.

## Sự nghiệp
Murimirwa lớn lên ở Denhere ở vùng nông thôn Zimbabwe. Trong những năm 1990, cô là một trong những cô gái đầu tiên được Camfed tặng một khoản học bổng cho việc học trung học. Khoản tiền trợ cấp này bao gồm tiền cho giáo dục của cô, cũng như đồng phục học sinh, giày và dụng cụ học tập. Camfed là một tổ chức từ thiện của Ann Cotton, người đã gặp Murimirwa ở Zimbabwe, để hỗ trợ các cô gái đi học nếu không sẽ bị từ chối một nền giáo dục vì nghèo đói. Tính đến năm 2014, Camfed đã hỗ trợ tài chính và giáo dục cho hơn ba triệu trẻ em gái.
Trước khi được bổ nhiệm làm giám đốc điều hành - Châu Phi, Murimirwa làm giám đốc điều hành khu vực cho Camfed ở miền Nam và Đông Phi. Năm 1998, Murimirwa được giúp thiết lập Mạng lưới Camfed Alumnae (CAMA), bắt đầu với vài trăm phụ nữ. Đến năm 2012, CAMA đã có 17.000 thành viên ở 5 nước châu Phi. Mạng lưới kỷ niệm 100.000 thành viên vào năm 2017. Năm 2005, Murimirwa trình bày tại một diễn đàn trao đổi toàn cầu, và năm 2006, cô được trao giải thưởng Sáng tạo của phụ nữ trong đời sống nông thôn bởi Hội nghị thượng đỉnh thế giới của phụ nữ. Murimirwa xuất hiện trong cuốn sách Half the Sky năm 2009 do các nhà tiểu thuyết gia đoạt giải Pulitzer Sheryl WuDunn và Nicholas Kristof trao giải. Trong năm 2014, cô đã nói chuyện tại một sự kiện với Michelle Obama.
Trong năm 2016, Murimirwa đã tham dự một sự kiện Camfed nơi Julia Gillard, cựu Thủ tướng Úc, đã trở thành một người bảo trợ của tổ chức. Trong sự kiện này, Murimirwa nói rằng "Các giải pháp phù hợp với địa phương, tôn trọng bối cảnh và xây dựng tài nguyên địa phương, là chìa khóa cho sự thành công của chúng tôi." Năm 2017, cô được nhận giải thưởng Quả cầu kim cương năm 2017 bởi Quỹ Clara Lionel. Tại sự kiện này, Murimirwa đã nói về cuộc hành trình cá nhân của mình từ nghèo đói đến vai trò hiện tại của cô tại Camfed, và Murimirwa đã dành phần thưởng cho "100.000 thành viên của nhóm Camfed Alumnae". Sự kiện này có sự tham dự của những người nổi tiếng bao gồm Dave Chappelle, Rihanna, Kendrick Lamar và Calvin Harris. Ngoài công việc của mình, Murimirwa đã kết hôn với bốn đứa con.